# Carnal Forge
A Carnal Forge egy svéd death/thrash metal zenekar. 1997-ben alakultak meg Sala-ban. Nevüket a népszerű angol Carcass zenekar egyik daláról kapták. Két korszakuk volt: először 1997-től 2010-ig működtek, majd 2013-tól napjainkig.

## Stúdióalbumok
- Who's Gonna Burn (1998)
- Firedemon (2000)
- Please... Die! (2001)
- The More You Suffer (2003)
- Aren't You Dead Yet? (2004)
- Testify for My Victims (2007)
- Gun to Mouth Salvation (2019)